# 第1独立自動車化歩兵大隊 (ウクライナ陸軍)
第1独立自動車化歩兵大隊（だい1どくりつじどうしゃかほへいだいたい、ウクライナ語: 1-й окремий мотопіхотний батальйон）は、ウクライナ陸軍の大隊のひとつ。第14独立機械化旅団隷下。

## 概要

### ドンバス戦争

#### ウクライナ領土防衛大隊
2014年5月31日、ドンバス戦争の影響に伴い、義勇軍ウクライナ領土防衛大隊の第1ヴォリン領土防衛大隊として、ヴォルィーニ州の行政支援を受け、ヴォロディームィルで創設された。
2014年7月から、ドンバス戦争に投入され、北部チェルニーヒウ州、スームィ州、東部ドネツィク州の検問所に配備された。

#### ウクライナ陸軍
2014年12月、ウクライナ陸軍に編入し、新編されたヴォルィーニ州駐屯の第14独立機械化旅団隷下に配属され、第1独立自動車化歩兵大隊に改編した。
2018年、独立部隊から旅団の第1機械化大隊に改編された。

## 編制
- 大隊本部（ヴォロディームィル）
- 第1中隊
- 第2中隊
- 第3中隊
- 迫撃砲中隊
- 対空砲小隊
- 偵察小隊
- 工兵小隊
- 後方支援隊